# Jean Parker
Jean Parker (właśc. Lois Mae Green; ur. 11 sierpnia 1915 w Deer Lodge, zm. 30 listopada 2005 w Los Angeles) – amerykańska aktorka filmowa i teatralna.

## Życiorys
Urodziła się w Deer Lodge w stanie Montana. Jako dziecko była wysportowana i przejawiała talenty artystyczne. Będąc nastolatką wygrała konkurs malarski. W 1932 pozowała podczas Tournament of Roses Parade. Zwróciła na nią wówczas uwagę Ida Koverman, sekretarka szefa wytwórni Metro-Goldwyn-Mayer Louisa B. Mayera. Mayer, następnego dnia zadzwonił do niej i zaprosił na zdjęcia próbne. Tak zaczęła się jej kariera filmowa. 
Zagrała w blisko 70 filmach, zarówno produkcji Metro-Goldwyn-Mayer, jak i innych wytwórni filmowych. Szybko zyskała status gwiazdy filmowej.
Podczas II wojny światowej jeździła po kraju i wspierała żołnierzy. Po zakończeniu wojny zaczęła występować na Broadwayu. Po zakończeniu kariery filmowej uczyła aktorstwa i zajmowała się wychowaniem syna a potem wnuków. Zmarła w 2005 roku, po 90. urodzinach, na wylew krwi do mózgu w szpitalu w Woodland Hills, w Kalifornii.

## Wybrana filmografia
- 1932 Ostatnia cesarzowa jako księżna Maria
- 1933 Tajemnica Madame Blanche jako Eloise Duval
- 1933 Arystokracja podziemi jako Louise
- 1933 Małe kobietki jako Elizabeth "Beth" March
- 1934 Szpieg nr 13 jako Eleanor Shackleford
- 1935 Upiór na sprzedaż jako Peggy Martin
- 1936 Legia zatraceńców jako Amanda Bailey
- 1939 Flip i Flap w Legii Cudzoziemskiej jako Georgette
- 1940 Wigilijna miłość jako Jean Lawrence
- 1943 Dead Man’s Eyes jako Heather Hayden
- 1950 Jim Ringo jako Molly
- 1954 Czarny czwartek jako Hatti
- 1955 Ulica bezprawia jako Cora Dean